# Vanessa Redgrave
 Vanessa Mariah Redgrave CBE Embaixador(a) da boa vontade da UNICEF (Greenwich, 30 de janeiro de 1937) é uma atriz britânica. Ela é uma das 23 pessoas que alcançaram a Tríplice Coroa da Atuação; e em 2003 entrou para o Hall of Fame do American Theatre. Em 2010, Redgrave recebeu um Prêmio BAFTA Fellowship em reconhecimento à sua contribuição ao cinema.
Filha dos atores Rachel Kempson e Michael Redgrave, ela fez sua estreia como atriz no teatro com a produção de A Touch of Sun em 1958. E ganhou destaque em 1961 interpretando Rosalind na comédia Como Gostais de William Shakespeare e desde então estrelou em mais de 35 produções em West End e na Broadway, ganhando o Prêmio Laurence Olivier de melhor atriz em 1984 por The Aspern Papers, e o Prêmio Tony em 2003 pelo revival de Longa Jornada Noite Adentro. Ela também recebeu indicações ao Tony por O Ano do Pensamento Mágico e Conduzindo Miss Daisy de Alfred Uhry.
No cinema, Redgrave fez sua estreia com o drama médico Behind the Mask (1958), e ganhou destaque com a comédia Deliciosas Loucuras de Amor (1966), que lhe rendeu a primeira de suas seis indicações ao Oscar, vencendo o prêmio de melhor atriz coadjuvante pelo filme Julia (1977). Suas outras indicações foram por Isadora (1968), Mary Stuart, Rainha da Escócia (1971), Os Bostonianos (1984) e Retorno a Howard's End (1992). Seus outros papéis de destaque no cinema são O Homem Que Não Vendeu Sua (1966), Blow-Up - Depois Daquele Beijo (1966), Camelot (1967), Os Demônios (1971), Assassinato no Expresso Oriente (1974), O Amor Não Tem Sexo (1987), Missão: Impossível (1996), Desejo e Reparação (2007), Cartas para Julieta (2010), Coriolano (2011) e O Mordomo da Casa Branca (2013).

## Biografia
Vanessa Redgrave é filha dos atores Rachel Kempson e Michael Redgrave e irmã mais velha de Corin Redgrave e de Lynn Redgrave.
Entre 1962 e 1967 a atriz foi casada com Tony Richardson, pai das suas duas filhas (ambas atrizes): Natasha Richardson, nascida em 1963, que faleceu em 18 de março de 2009 e Joely Richardson, nascida em 1965. Em 1969, Redgrave deu à luz o seu terceiro filho, Carlo Gabriel Nero, fruto da sua relação com o ator italiano Franco Nero, com quem casou em 2006.
Vanessa Redgrave foi indicada a seis prémios Oscar sendo vencedora em 1978 na categoria de Melhor Atriz Secundária pelo papel de "Julia" no filme Júlia, onde atuou ao lado de Jane Fonda e Meryl Streep. Detém 13 indicações ao Globo de Ouro, sendo vencedora de dois, e três indicações ao Prêmio BAFTA, entre outras importantes premiações no cinema e televisão.
Redgrave teve atuação política, sendo membro do partido comunista, de orientação trotskista, Workers Revolutionary Party pelo qual se candidatou em muitas eleições. Ela foi expulsa do partido em 1986, mas continuou o ativismo político de esquerda.

## Carreira

### Cinema

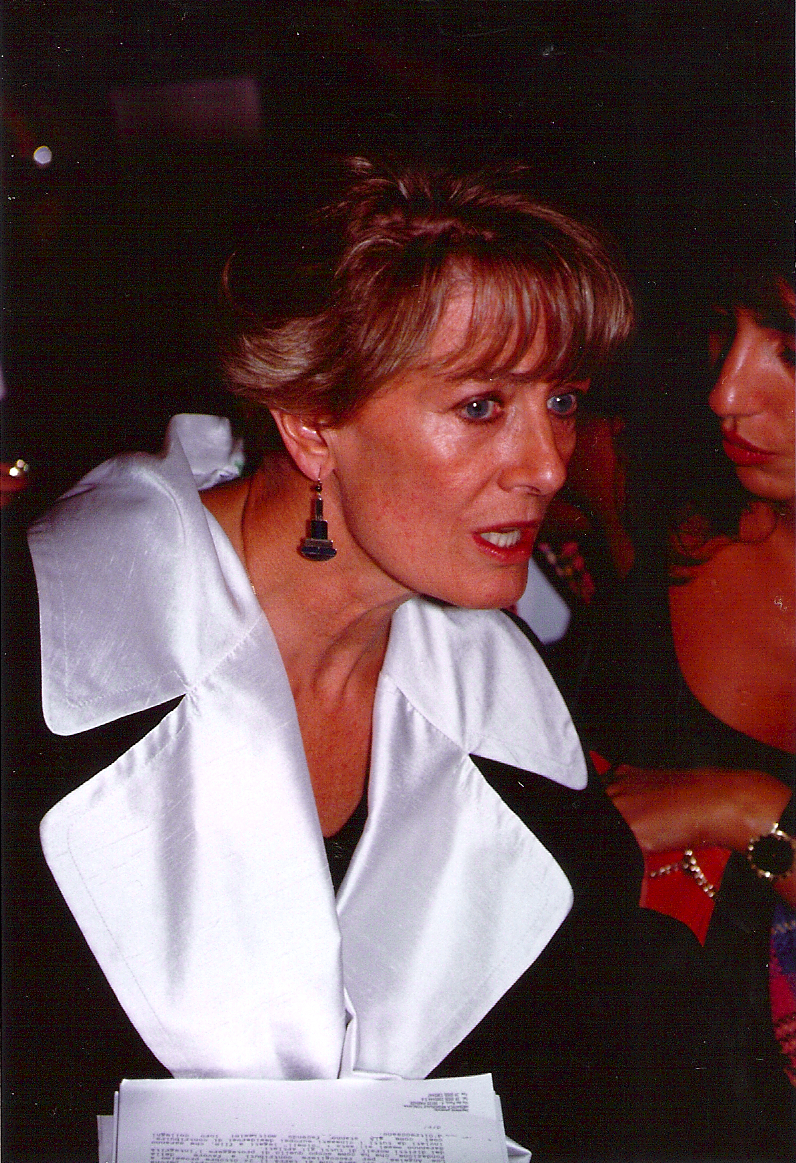

- 1958 – Behind The Mask - Pamela Gray
- 1966 – Morgan: A Suitable Case for Treatment - Leonie Delt
- 1966 – Blow-Up - Misterious Woman
- 1966 – A Man for All Seasons - Ana Bolena
- 1967 – Red and Blue - Jackie
- 1967 – Camelot - Guenevere
- 1968 – The Charge of the Light Brigade - Mrs. Clarissa Morris
- 1968 – Isadora – Isadora Duncan
- 1968 - The Sea Gull - Nina
- 1969 – Oh! What a Lovely War - Sylvia Pankhurst
- 1971 – Mary, Queen of Scots - Mary, Queen of Scots
- 1971 – The Devils - Sister Jeanne
- 1971 – La Vacanza - Immacolata Meneghelli
- 1971 – The Trojan Women - Andromache
- 1974 – Murder on the Orient Express - Mary Debenham
- 1975 – Out of Season - Ann
- 1976 - The Seven-Per-Cent Solution - Lola
- 1977 – Julia - Julia
- 1979 – Agatha - Agatha Christie
- 1979 – Bear Island - Heddi Lindquist
- 1984 – The Bostonians - Olive Chancellor
- 1985 – Wetherby - Jean Travers
- 1985 – Steaming - Nancy
- 1987 – Comrades - Mrs. Carlyle
- 1988 – Consuming Passions - Mrs. Garza
- 1990 – Diceria dell'untore - Sister Crucifix
- 1993 – Un Muro de Silencio - Kate Benson
- 1992 – Howards End - Ruth Wilcox
- 1993 – The House of Spirits - Nívea del Valle
- 1994 – Mother's Boy - Lydia Madigan
- 1994 – Little Odessa - Irina Shapira
- 1995 – A Month By The Lake - Miss Bently
- 1996 – Mission Impossible - Max
- 1997 – Wilde - Lady Speranza Wilde
- 1997 – Mrs Dalloway - Mrs. Clarissa Dalloway
- 1997 – Déjà Vu - Skelly
- 1998 – Deep Impact - Robin Lerner
- 1998 – Lulu on The Bridge - Catherine Moore
- 1999 – Cradle Will Rock - Constance LaGrange
- 1999 – Uninvited - Mrs. Ruttenburn
- 1999 – Girl, Interrupted - Dr. Sonia Wick
- 2000 – Mirka - Kalsan
- 2000 – A Rumor of Angels - Maddy Bennett
- 2001 – The Pledge - Annalise Hansen
- 2002 – Crime and Punishmen - Mãe de Rodion
- 2005 – The Keeper: The Legend of Omar Khayyam - The Heiress
- 2005 – Short Order - Marianne
- 2005 – The White Countess - Princesa Vera Belinskya
- 2006 – The Thief Lord - Sister Antonia
- 2006 – Venus - Valerie
- 2007 – The Riddle - Roberta Elliot
- 2007 – Atonement - Briony Tallis (end of life)
- 2007 – Evening - Ao Entardecer
- 2007 – How About You - (De Bem Com A Vida) - Georgia Platts
- 2010 – Letters to Juliet (Cartas para Julieta) - Claire
- 2010 – The Whistleblower (A Informante) - Madeleine Rees
- 2010 – Miral - Bertha Spafford
- 2010 – Animais Unidos Jamais Serão Vencidos - Winnie
- 2011 – Coriolanus -  Volumnia
- 2011 – Carros 2 – Mama Topolino
- 2011 – Anonymous - Rainha Elizabeth I
- 2012 – Song for Marion - Marion
- 2013 – The Butler - Annabeth Westfall
- 2013 – Foxcatcher - TBC

### Televisão
- 1963 – As You Like It - Rosalid
- 1964 – Armchair Theater - Sally
- 1965 – Love Story
- 1966 – A Farewell to Arms – Catherine Barkly
- 1980 – Playing for Time - Fania Fenelon
- 1981 - Faerie Tale Theatre - Snow White and the seven dwarfs, Evil Queen
- 1982 – My Body, My Child - Leenie Cabrezi
- 1983 – Wagner - Cosima von Bulow
- 1985 – Three Sovereigns for Sarah - Sarah Cloyce
- 1986 – Peter The Great - Sophia
- 1986 -  Second Serve - Renée Richards/Richard Richard
- 1988 – A Man for All Seasons - Alice More
- 1990 – Orpheus Descending - Torrance
- 1991 – What Ever Happened to Baby Jane? - Blanche Hudson
- 1993 – Great Moments in Aviation - Dr. Angela Bead
- 1993 – They - Florence Latimer
- 1995 – Down Came a Blackbird - Anna Lenke
- 1996 – Two Mothers for Zachary - Nancy Shaffell
- 1997 – Bella Mafia - Graziella Luciano
- 2002 – The Locket - Esther Huish
- 2006 – The Shell Seekers - Peneople Keeling
- 2012 – Political Animals -  	Juíza Diane Nash

### Prémios
- 1966 – Prémio de Melhor Atriz no Festival de Cannes por Morgan: A Suitable Case For Treatment
- 1968 – KCFFC Award para Melhor Atriz por Camelot
- 1969 – Prémio de Melhor Atriz no Festival de Cannes por Isadora
- 1970 – NSFC Award para Melhor Atriz por Isadora
- 1972 – David di Donatello Especial por Mary, Queen of Scots
- 1977 – LAFCA Award para Melhor Atriz (coadjuvante/secundária) por Júlia
- 1978 – Óscar de melhor atriz secundária em Júlia
- 1978 – KCFFC Award para Melhor Atriz (coadjuvante/secundária) por Júlia
- 1978 – Globo de Ouro de melhor Atriz (coadjuvante/secundária) em cinema por Júlia
- 1981 – Emmy para Melhor Atriz por Playing for Time
- 2000 – Emmy para Melhor Atriz (coadjuvante/secundária) por If These Walls Could Talk 2
- 2001 – Globo de Ouro de melhor atriz coadjuvante em televisão por If These Walls Could Talk 2
- 2003 – Broadcasting Press Guild Award para Melhor Atriz em The Gathering Strom